# St. Thomas (Dacota do Norte)
St. Thomas é uma cidade localizada no estado norte-americano de Dacota do Norte, no Condado de Pembina.

## Demografia
Segundo o censo americano de 2000, a sua população era de 447 habitantes.

## Geografia
De acordo com o United States Census Bureau tem uma área de
2,7 km², dos quais 2,7 km² cobertos por terra e 0,0 km² cobertos por água.

## Localidades na vizinhança
O diagrama seguinte representa as localidades num raio de 24 km ao redor de St. Thomas.